# 纳尔逊·哈维尔
纳尔逊·哈维尔（西班牙語：Nelson Javier，1985年1月19日—），多明尼加男子羽毛球運動員。

## 簡歷
2014年12月，纳尔逊·哈维尔出戰聖多明哥羽毛球公開賽，與阿尔贝托·拉波索合作赢得男子雙打冠軍。

## 主要比賽成績
只列出曾進入準決賽的國際賽事成績：
| 年份   | 賽事                         | 公開賽級別 | 項目     | 拍檔                     | 成績   |
| ------ | ---------------------------- | ---------- | -------- | ------------------------ | ------ |
| 2009年 | 聖多明哥羽毛球公開賽         | 國際系列賽 | 混合雙打 | 贝朗尼卡·维贝尔卡        | 準決賽 |
| 2009年 | 波多黎各羽毛球國際賽         | 國際挑戰賽 | 男子雙打 | 威廉·卡布雷拉            | 準決賽 |
| 2013年 | 吉拉爾迪拉羽毛球賽           | 國際系列賽 | 男子雙打 | Freddy Lopez             | 亞軍   |
| 2013年 | 吉拉爾迪拉羽毛球賽           | 國際系列賽 | 混合雙打 | 贝朗尼卡·维贝尔卡        | 亞軍   |
| 2013年 | 危地馬拉羽毛球國際賽         | 國際系列賽 | 男子雙打 | 阿尔贝托·拉波索          | 亞軍   |
| 2013年 | 危地馬拉羽毛球國際賽         | 國際系列賽 | 混合雙打 | 贝朗尼卡·维贝尔卡        | 亞軍   |
| 2013年 | 加勒比地區羽毛球聯合會國際賽 | 未來系列賽 | 男子雙打 | 阿尔贝托·拉波索          | 亞軍   |
| 2013年 | 泛美洲羽毛球錦標賽           | 其他       | 男子雙打 | 阿尔贝托·拉波索          | 季軍   |
| 2013年 | 聖多明哥羽毛球公開賽         | 國際系列賽 | 混合雙打 | 贝朗尼卡·维贝尔卡        | 準決賽 |
| 2014年 | 吉拉爾迪拉羽毛球賽           | 國際系列賽 | 混合雙打 | 贝朗尼卡·维贝尔卡        | 準決賽 |
| 2014年 | 聖多明哥羽毛球公開賽         | 國際系列賽 | 男子雙打 | 阿尔贝托·拉波索          | 冠軍   |
| 2014年 | 聖多明哥羽毛球公開賽         | 國際系列賽 | 混合雙打 | 贝朗尼卡·维贝尔卡        | 亞軍   |
| 2015年 | 千里達及托巴哥羽毛球國際賽   | 國際系列賽 | 男子雙打 | 威廉·卡布雷拉            | 準決賽 |
| 2015年 | 聖多明哥羽毛球公開賽         | 國際系列賽 | 男子雙打 | 威廉·卡布雷拉            | 準決賽 |
| 2015年 | 泛美運動會羽毛球比賽         | 其他       | 男子雙打 | 威廉·卡布雷拉            | 銅牌   |
| 2015年 | 加勒比地區羽毛球聯合會國際賽 | 未來系列賽 | 男子單打 | －                       | 準決賽 |
| 2015年 | 加勒比地區羽毛球聯合會國際賽 | 未來系列賽 | 男子雙打 | 威廉·卡布雷拉            | 準決賽 |
| 2015年 | 加勒比地區羽毛球聯合會國際賽 | 未來系列賽 | 混合雙打 | 戴杰尼斯·萨图里亚        | 冠軍   |
| 2016年 | 加勒比地區羽毛球聯合會國際賽 | 未來系列賽 | 男子單打 | －                       | 冠軍   |
| 2016年 | 加勒比地區羽毛球聯合會國際賽 | 未來系列賽 | 混合雙打 | 诺埃米·阿尔蒙特          | 準決賽 |
| 2016年 | 聖多明哥羽毛球公開賽         | 國際系列賽 | 男子雙打 | 威廉·卡布雷拉            | 冠軍   |
| 2016年 | 聖多明哥羽毛球公開賽         | 國際系列賽 | 混合雙打 | 诺埃米·阿尔蒙特          | 準決賽 |
| 2017年 | 危地馬拉羽毛球國際系列賽     | 國際系列賽 | 男子雙打 | 威廉·卡布雷拉            | 準決賽 |
| 2017年 | 聖多明哥羽毛球公開賽         | 國際系列賽 | 男子雙打 | 威廉·卡布雷拉            | 準決賽 |
| 2018年 | 秘魯羽毛球國際賽             | 國際系列賽 | 男子雙打 | 威廉·卡布雷拉            | 準決賽 |
| 2018年 | 多明尼加羽毛球公開賽         | 未來系列賽 | 男子雙打 | 威廉·卡布雷拉            | 亞軍   |
| 2018年 | 多明尼加羽毛球公開賽         | 未來系列賽 | 混合雙打 | 内罗比·阿比盖尔·希门尼斯 | 冠軍   |
| 2019年 | 秘魯羽毛球未來系列賽         | 未來系列賽 | 男子雙打 | 威廉·卡布雷拉            | 準決賽 |

| 2007-2017年 | 首要超級賽 | 超級賽 | 黃金大獎賽 | 大獎賽 | 國際挑戰賽 | 國際系列賽 | 未來系列賽 | 其他 |

| 2018-2026年 | 總決賽 | 超級1000賽 | 超級750賽 | 超級500賽 | 超級300賽 | 超級100賽 | 國際挑戰賽 | 國際系列賽 | 未來系列賽 | 其他 |